# Amis (popolo)

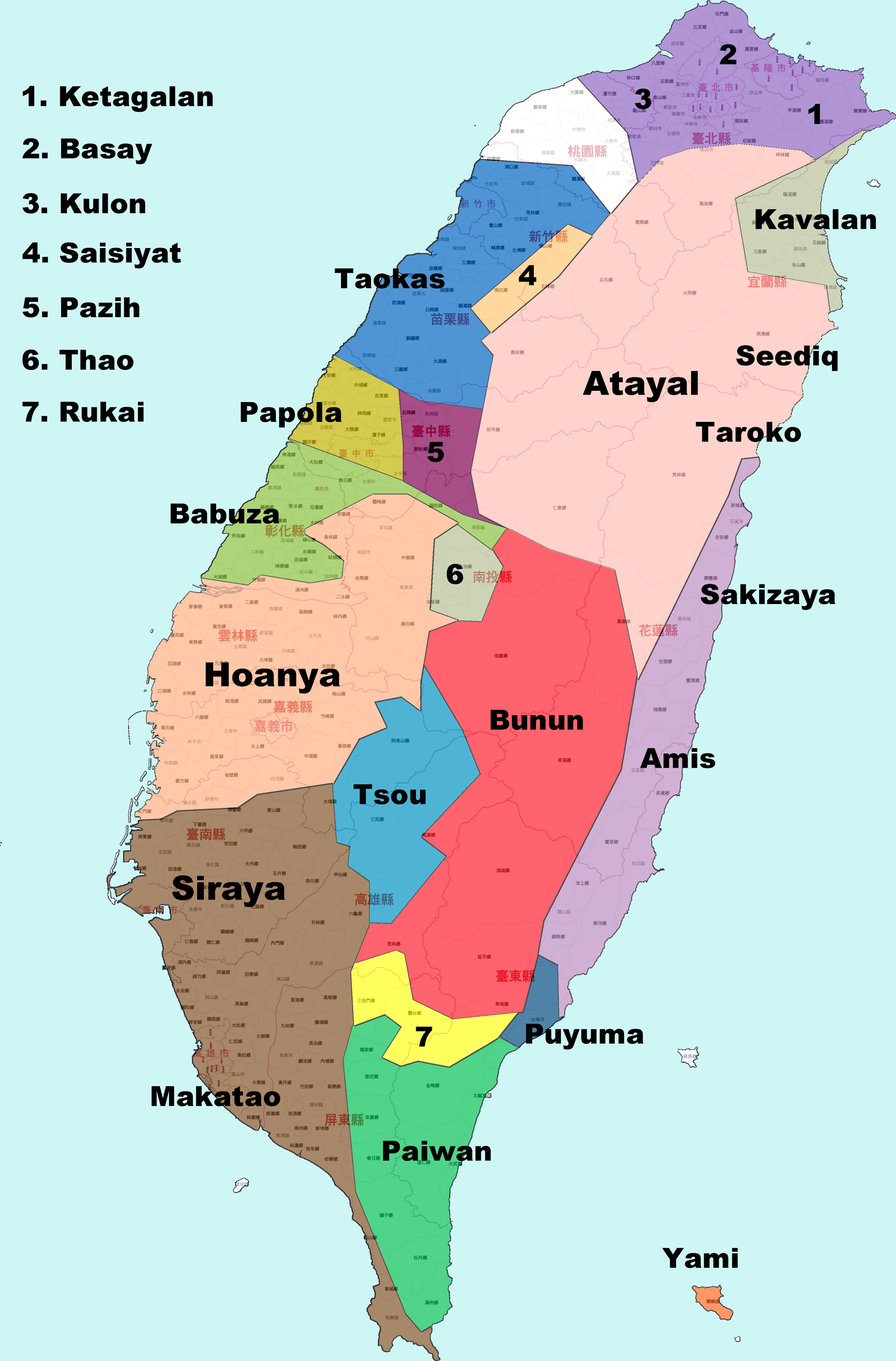
Distribuzione delle popolazioni di aborigeni di Taiwan. Gli Amis occupano la zona costiera centro-orientale segnata in violetto.

Gli Amis o Ami (cinese: 阿美) sono un popolo aborigeno di Taiwan, che vive lungo la costa orientale dell'isola. Parlano l'amis, una lingua del sottogruppo formosano della famiglia linguistica delle lingue austronesiane. Sembrano essere geneticamente imparentati coi filippini.
Gli Amis, formano il più grande dei 14 gruppi aborigeni ufficialmente riconosciuti dalla Repubblica di Cina (Taiwan), costituendo più di un terzo dell'insieme. Nel 2000, erano 146.999 su un totale di poco più di 460.000.

## Nome
Anche se sono conosciuti principalmente sotto questo nome, reso popolare dai giapponesi durante la loro occupazione di Taiwan (1895-1945), il loro vero nome è Pangcah (邦 查), che significa "i nostri". Il termine Amis, che invece significa "nord", è il nome dato ai gruppi discesi verso il sud, dai Puyuma.

## Sottogruppi
Essi sono suddivisi in cinque gruppi in base alla loro collocazione geografica: 
- Il Gruppo Nord, nelle pianure di Hualien e Chihlai
- Il gruppo dal centro, sulla costa occidentale
- Il gruppo della costa, sulla costa orientale
- Il gruppo Falangaw, tra le pianure della Chengkong e del Taitung
- Il Gruppo Hengchun, sulla penisola di Hengchun

## Modo di vita
Il loro modo di vita tradizionale, si svolge nei villaggi di 500-1000 abitanti situati a (Hualien)Taitung e Pingtung, il più delle volte nelle pianure (pianura costiera orientale e pianura che si estende tra la catena centrale e la costa), e si basa principalmente sulla pesca (in mare ed in acqua dolce), l'agricoltura e l'allevamento (soprattutto maiali, poi polli e bufali). Dalla seconda metà XX° secolo, è possibile trovare comunità Amis, nelle periferie delle grandi metropoli (Taipei, Kaohsiung, Taichung), dove vengono a cercare lavoro, in particolare nell'edilizia.
Gli uomini erano ripartiti in classi di età, ciascuna con un nome particolare. Tale assegnazione determinava il lavoro, ogni classe si vedeva assegnare compiti specifici, che coinvolgevano, se necessario, anche le mogli. I ragazzi non sposati, vivevano dai 13 anni fino al matrimonio, in un loro gruppo. Tutti i gruppi maschili guidati da un capo eletto, decidevano dei grandi affari della tribù, ma le famiglie erano matrilinéaires, l'eredità si trasmetteva principalmente alle ragazze. Dopo il matrimonio, il genero doveva lavorare, per uno o due anni, per la famiglia della moglie.

## Abitazioni

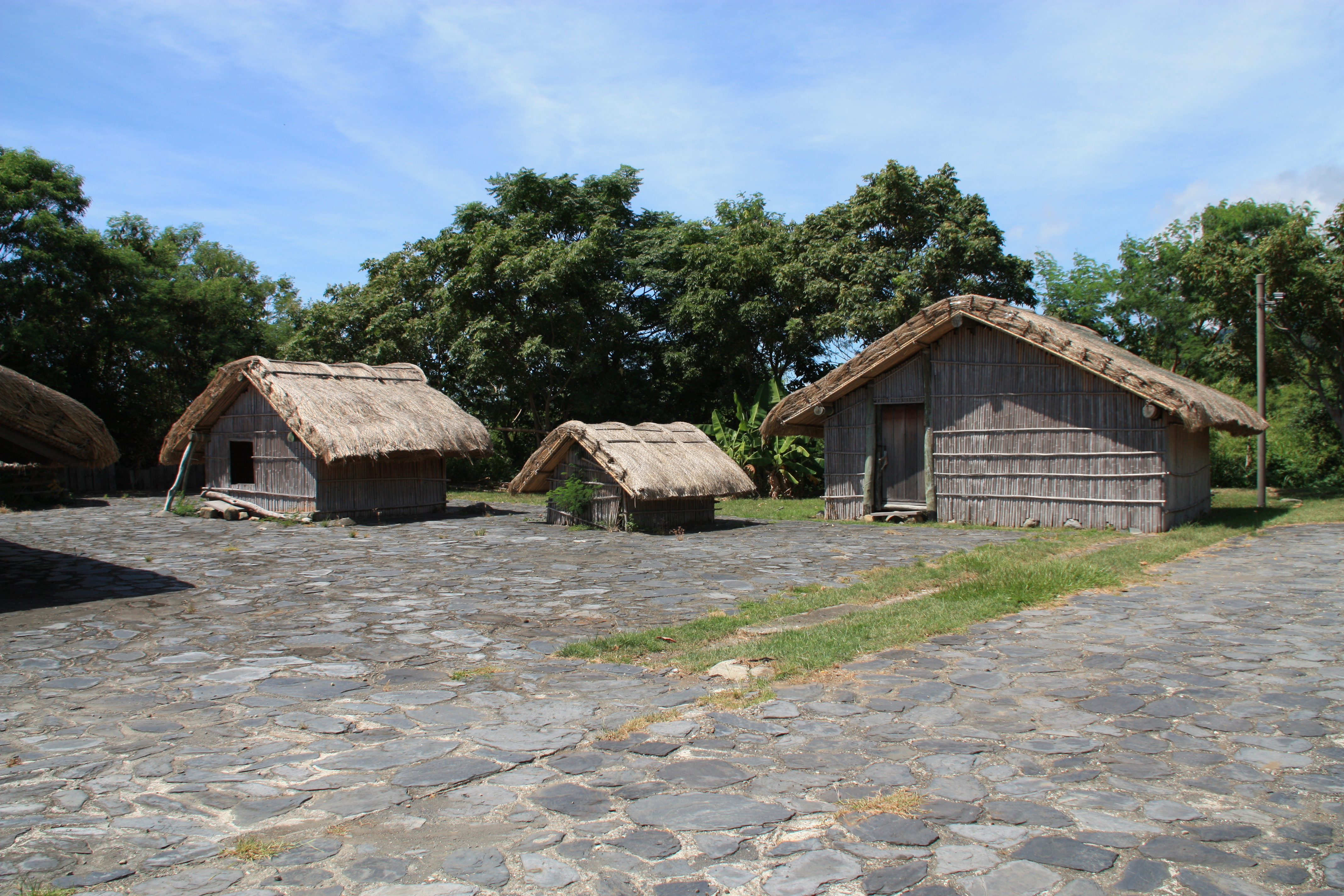
Case tradizionali (Loma) Amis, presso lAmis Folk Center di Chenggong.

La famiglia allargata, viveva in una casa di forma lunga (Loma) di legno e canne di bambù, coperta da un tetto di foglie, che poteva ospitare una ventina di persone. Il camino (Parod) ne era il cuore. Le case dovevano essere ricostruite ogni 10 anni.
Nelle immediate vicinanze si trovavano i granai, ed i ricoveri per animali.
Gli Amis sembrano essere il popolo aborigeno con il senso della proprietà più marcata. Delle pietre interrate fino a un metro di profondità, segnavano i confini degli appezzamenti familiari, mentre delle palizzate, quelli dei territori delle diverse tribù. Le dispute territoriali, a volte, hanno dato luogo a scontri anche violenti.

Le donne erano responsabili della produzione delle ceramiche. 
Copricapi ornati di piume o fiori completavano i costumi cerimoniali.

## Mitologia e religione
Essi si consideravano discendenti da una coppia fratello-sorella primordiale, formatasi dopo un diluvio. Essi credevano in molti dèi (Kawas) che dovevano essere pregati ognuno rivolto verso un punto specifico. Praticavano l'Oniromanzia, l'Ornitomanzia e la Divinazione con i bambù. Nel XX° secolo sono divenuti, per la maggior parte, protestanti e, in misura minore, cattolici, ma l'influenza delle tradizioni non è sparita completamente. Vi è anche un'influenza della religione popolare cinese e del tenrikyō introdotto dai giapponesi.

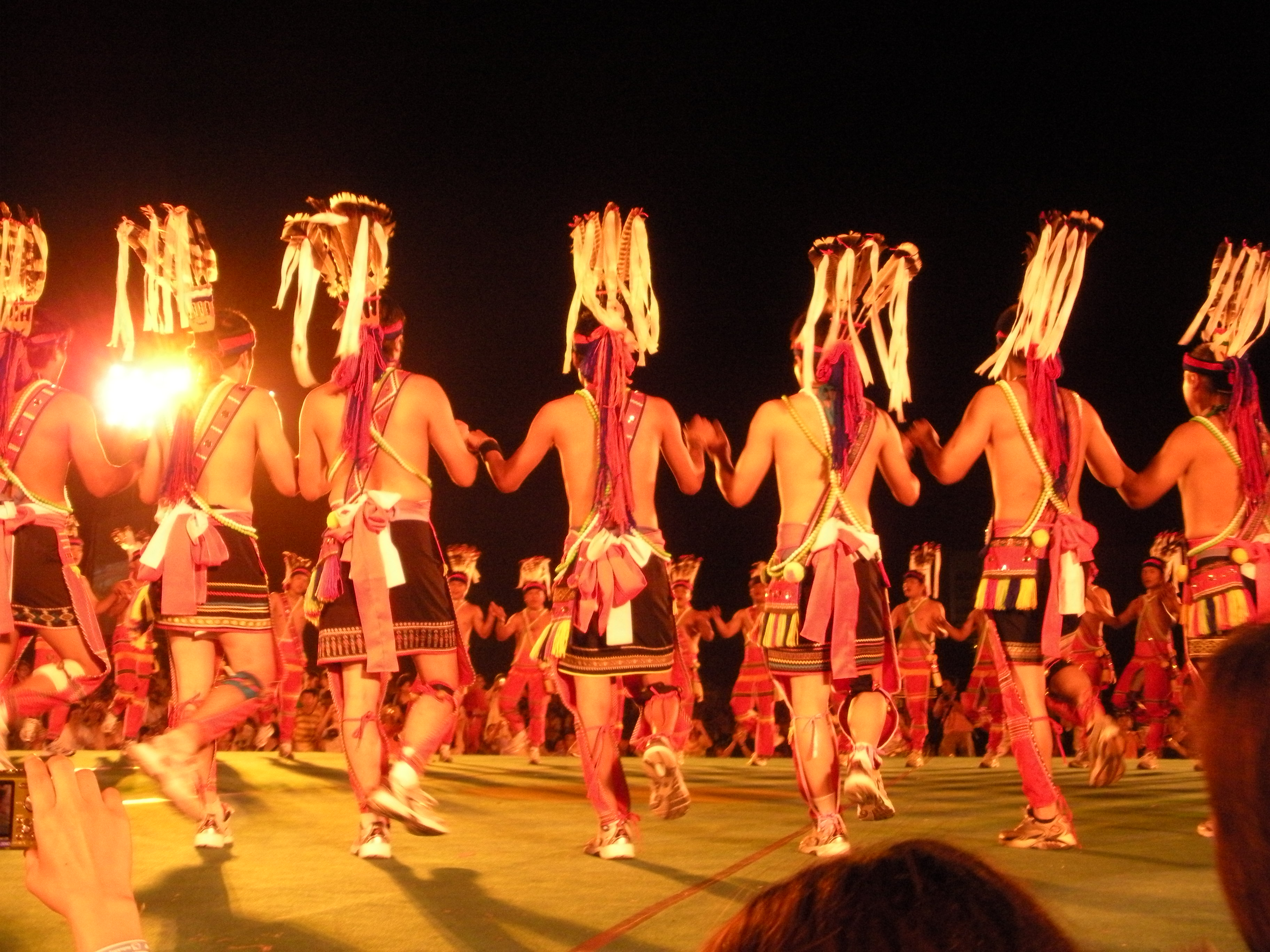
Festa del raccolto

Le più grandi celebrazioni che vengono ancora osservate, sono le Feste del Raccolto (da luglio a settembre, secondo le tribù), ribattezzato Kang sia sai (Giorno del ringraziamento) in Lingua taiwanese dai preti cristiani, e la Festa della pesca.
I periodi eccezionali (feste, funerali) si concludono con il rito del paklag: la pesca e il consumo del pesce pescato, che simboleggia il ritorno alla vita normale.
Gli Amis seppellivano i loro morti dietro la casa in fosse poco profonde, circondate da un recinto circolare. Non venivano curate, ma lasciate scomparire naturalmente.